# Lindernia dubia
Grande Lindernie, Fausse Gratiole, Lindernie fausse Gratiole, Lindernie douteuse, Lindernie estuarienne
Espèce
Statut de conservation UICN

LC : Préoccupation mineure
Lindernia dubia, la Grande Lindernie, Fausse Gratiole, Lindernie fausse Gratiole, Lindernie douteuse ou Lindernie estuarienne, est une espèce de plantes à fleurs annuelles de la famille des Linderniaceae. Originaire des Amériques, elle a été introduite en Europe et en Asie où elle peut être une plante envahissante. Elle se plaît en milieux humides.

## Répartition
L'espèce est largement répartie dans les deux Amériques dont elle est originaire. Elle a été introduite en Europe et en Asie du Sud, en Chine et en Corée.

## Description

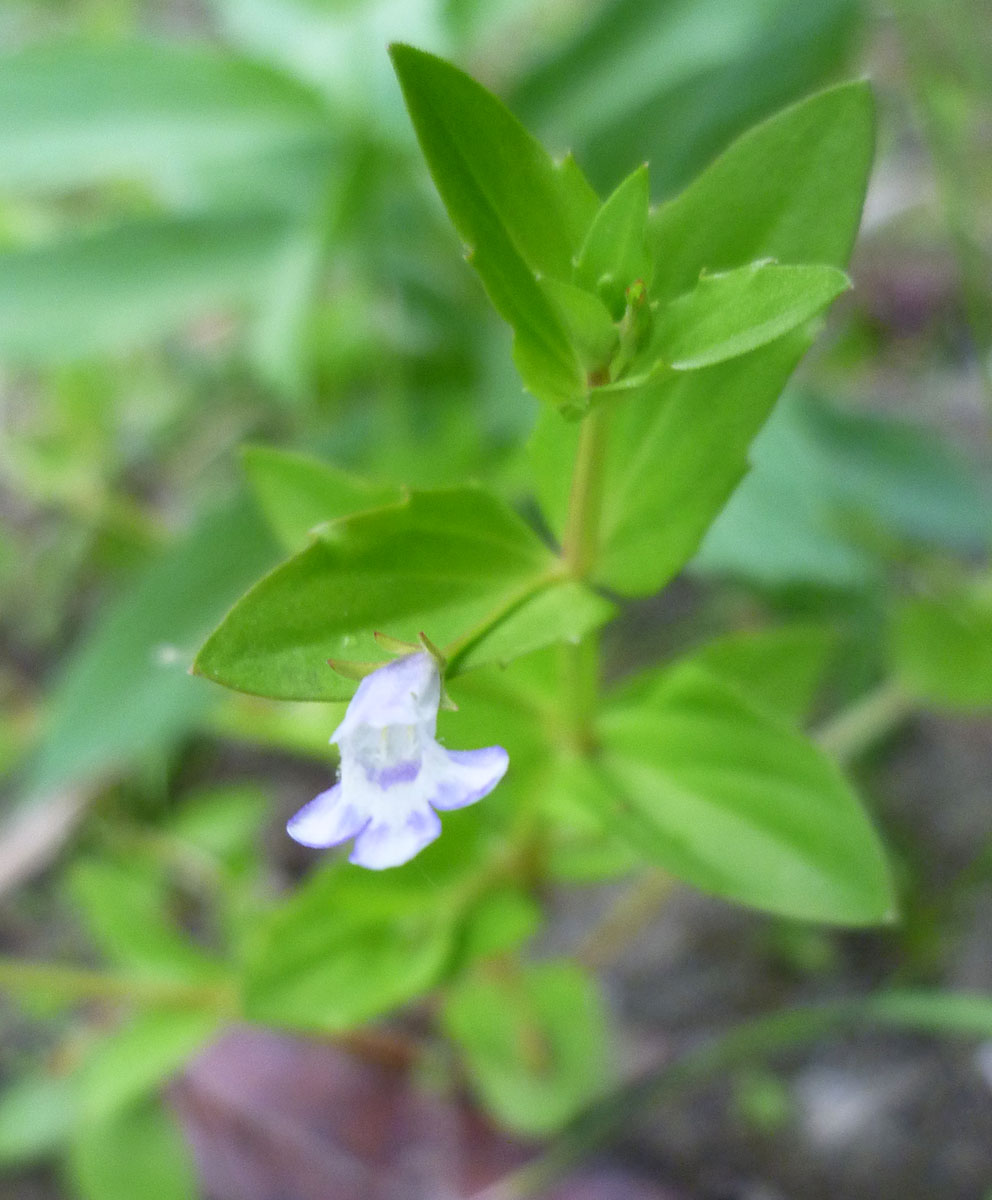
Tige avec feuilles et fleur.

### Appareil végétatif
C'est une plante annuelle mesurant jusqu'à 25 cm de haut, diffuse, glabre partout sauf au niveau du calice. Les tiges sont violettes, quadrangulaires, s'enracinant aux nœuds inférieurs, très ramifiées. Les feuilles sont sessiles, elliptiques, longues de 1 à 1,5 cm et larges de 3 à 6 mm, diminuant de taille vers le haut, la base arrondie à cunéiforme, l'apex aigu. Elles possèdent trois à cinq nervures, seule la nervure primaire étant visible.

### Appareil reproducteur

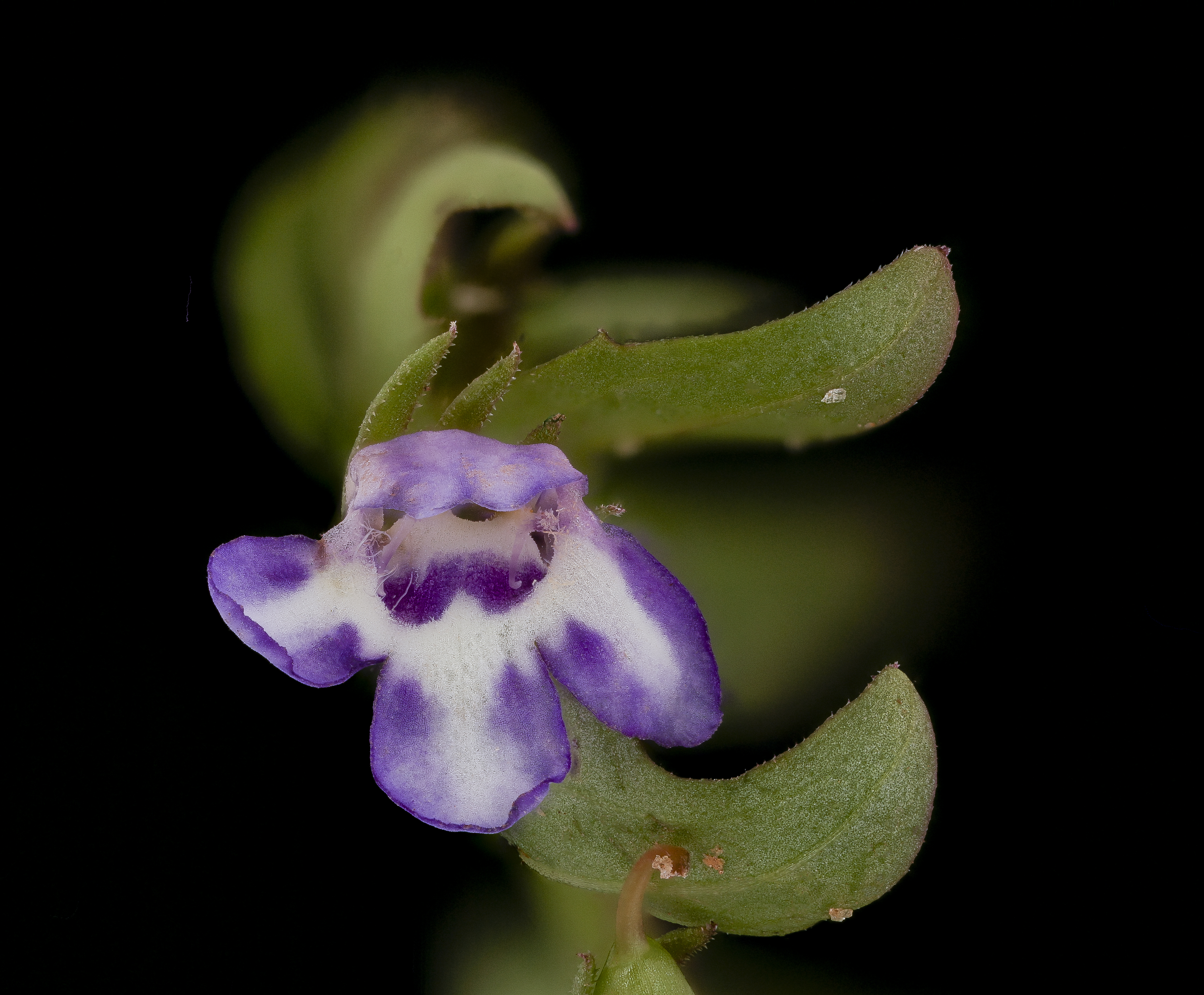
Fleur.

Les fleurs sont axillaires, solitaires, en panicules. Le pédicelle est effilé, mesurant 1 à 2 cm. Le calice mesure environ 3 mm ; les lobes sont libres à la base, d'environ 0,5 mm de large, hispiduleux au-dessus, l'apex acuminé, à trois nervures obscures. La corolle est blanche ou bleu pâle, d'environ 6,5 mm ; la lèvre inférieure est trilobée ; la lèvre supérieure est galbée, faiblement bilobée, à lobes nettement pointus. On compte deux étamines fertiles, postérieures, et deux staminodes, clavés, non appendus, l'apex obtus. Le style est long de 3,5 mm. Le fruit est une capsule oblongue, longue environ de 4 mm et large de 2,3 mm, arrondie aux deux extrémités. Les graines sont ellipsoïdes.

## Habitat et écologie
L'espèce pousse dans des habitats anthropiques (créés par l'homme ou perturbés), des marais ou des plaines de marée douce, des rives de rivières ou de lacs, dans les eaux peu profondes, à basses altitudes.
C'est une espèce caractéristique du Eleocharition soloniensis G. Phil. 1968 ; elle fait une combinaison caractéristique du Ilysantho attenuatae-Cyperetum micheliani Corill. 1971 et du Cypero fusci-Ammannietum coccineae O. Bolòs & Masclans 1955 ; c'est une espèce différentielle du Elatino macropodae-Lindernenion procumbentis W. Pietsch 1973 et une espèce indicatrice du Chenopodion rubri du lit de la Loire.

## Systématique
Ce taxon porte en français les noms vernaculaires ou normalisés « Grande Lindernie », « Fausse Gratiole »,,,, « Lindernie fausse Gratiole »,,,, « Lindernie douteuse »,,,, « Lindernie estuarienne », « Lindernie litigieuse variété estuarienne ».
L'espèce a été initialement classée en 1753 dans le genre Gratiola sous le basionyme Gratiola dubia, par le naturaliste suédois Carl von Linné, avant d'être déplacée en 1935 par le botaniste américain Francis Whittier Pennell dans le genre Lindernia, sous son nom correct Lindernia dubia,,.

### Synonymes
Lindernia dubia a pour synonymes :
- Ambulia psilosa Raf.
- Capraria gratioloides L.
- Gratiola anagallidea Michx.
- Gratiola attenuata (Muhl. ex Elliott) Spreng.
- Gratiola dilatata Muhl.Cat.
- Gratiola dilatata Muhl.Cat. ex Spreng.
- Gratiola domingensis C.F.Gaertn.
- Gratiola domingensis G.Gaertn.
- Gratiola dubia L.
- Gratiola inaequalis Walter
- Gratiola riparia Raf.
- Gratiola riparia Raf. ex Benth.
- Gratiola tetragona Elliott
- Herpestis callitrichoides Kunth
- Ilysanthes anagallidea (Michx.) B.L.Rob.
- Ilysanthes anagallidea (Michx.) Raf.
- Ilysanthes attenuata (Muhl.) Small
- Ilysanthes attenuata Raf.
- Ilysanthes attenuata Raf. ex Benth.
- Ilysanthes brevipes Raf.
- Ilysanthes dilatata Raf.
- Ilysanthes dilatata Raf. ex Benth.
- Ilysanthes dubia subsp. inundata Pennell
- Ilysanthes dubia var. inundata Pennell
- Ilysanthes dubia (L.) Barnhart
- Ilysanthes geniculata Raf.
- Ilysanthes gratioloides subsp. curtipedicellata Bush
- Ilysanthes gratioloides subsp. depressa Suksd.
- Ilysanthes gratioloides var. curtipedicellata Bush
- Ilysanthes gratioloides var. depressa Suksd.
- Ilysanthes gratioloides (L.) Benth.
- Ilysanthes inaequalis Pennell
- Ilysanthes inequalis (Walter) Pennell
- Ilysanthes riparia Raf.
- Limnophila dubia (L.) M.R.Almeida
- Lindernia anagallidea (Michx.) Pennell
- Lindernia attenuata H.L.Mühl. ex Elliott
- Lindernia attenuata Muhl.
- Lindernia dilatata var. anagallidea Muhl.
- Lindernia dilatata Muhl.
- Lindernia dilatata Muhl. ex Elliott
- Lindernia dubia subsp. dubia
- Lindernia dubia subsp. inundata (Pennell) Pennell
- Lindernia dubia subsp. major (Pursh) Pennell
- Lindernia dubia subsp. riparia (Raf.) Fernald
- Lindernia dubia var. anagallidea (Michx.) Cooperr.
- Lindernia dubia var. dubia
- Lindernia dubia var. inundata (Pennell) Pennell
- Lindernia dubia var. major (Pursh) Deam
- Lindernia dubia var. major (Pursh) Pennell
- Lindernia dubia var. riparia (Raf.) Fernald
- Lindernia dubia var. typica Pennell
- Lindernia gratioloides (L.) Poir., 1804
- Lindernia gratioloides Lloyd & Foucaud
- Lindernia macrantha Rouy
- Lindernia neocaledonica S.Moore
- Lindernia pyxidaria subsp. gratioloides (J.Lloyd) Bonnier & Layens, 1894
- Lindernia pyxidaria subsp. major Pursh
- Lindernia pyxidaria var. major Pursh
- Lindernia pyxidaria L.
- Morgania callitrichoides (Kunth) Spreng.
- Stemodia gratioloides (L.) Benth.
- Stemodia gratioloides F.Muell.

### Sous-espèces et variétés
Selon GBIF (17 avril 2022) :

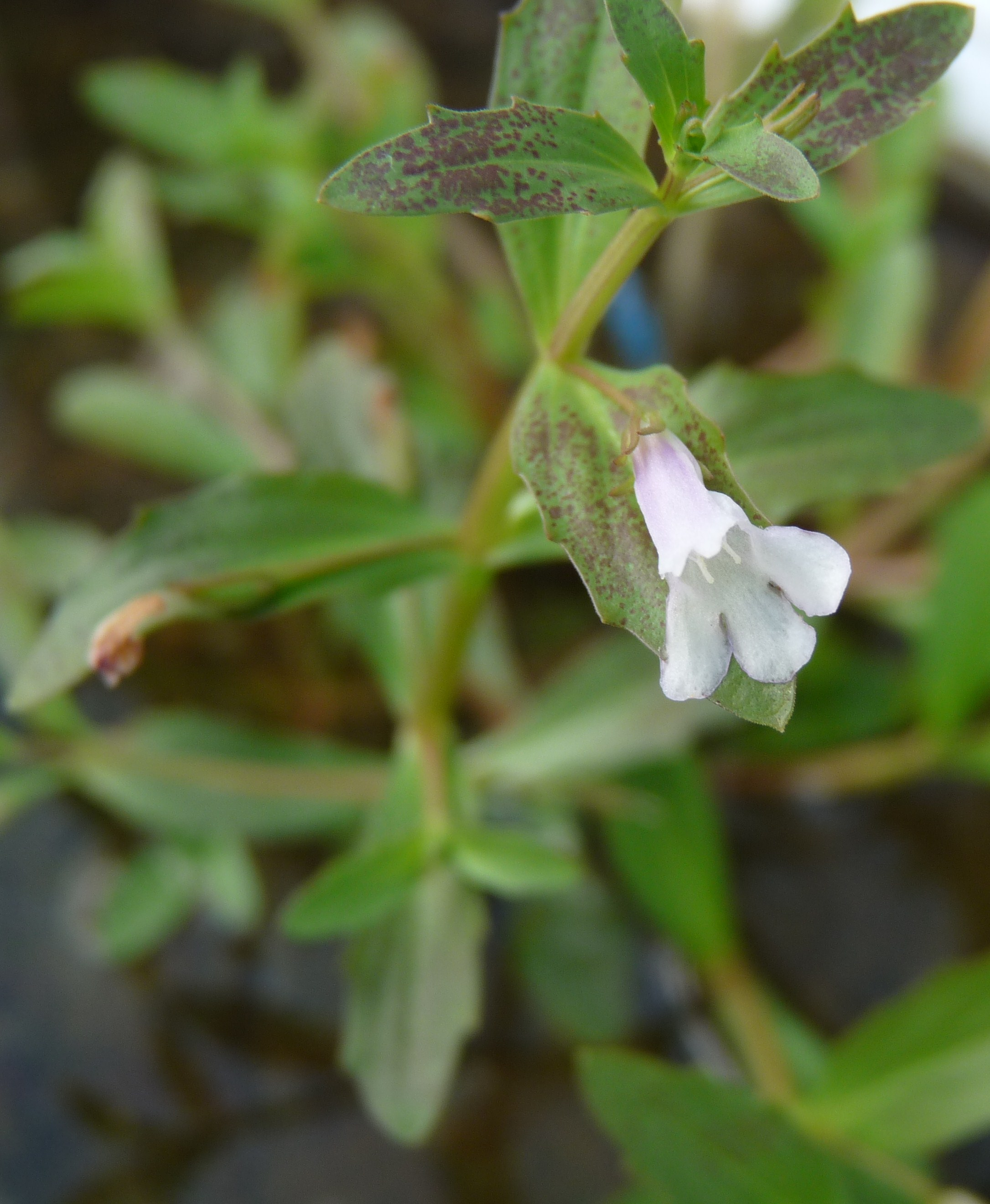
Lindernia dubia var. dubia.

- Lindernia dubia subsp. anagallidea (L.) Pennell
- Lindernia dubia subsp. typica Pennell
- Lindernia dubia var. mexicana (S.Watson) D.Q.Lewis
- Lindernia dubia var. rhizomatosa Pennell ex D.Q.Lewis

Selon Plants of the World online (POWO) (17 avril 2022) :
- Lindernia dubia var. dubia
- Lindernia dubia var. rhizomatosa Pennell ex D.Q.Lewis